# Mamoru Hosoda
Mamoru Hosoda (japonès: 細田 守, Hosoda Mamoru) (Kamiichi, districte de Nakaniikawa, Prefectura de Toyama, Japó, 19 de setembre de 1967) és un director i animador japonès. Després de treballar per a la Toei Animation (1991-2005) i els estudis Madhouse (2005-2011), el 2011 va crear el seu propi estudi, l'Studio Chizu.

## Biografia
Mamoru Hosoda neix el 19 setembre de 1967 a la ciutat de Kamiichi, a la prefectura de Toyama. Després d'estudiar pintura a l'oli a la universitat de belles arts de Kanazawa, intenta accedir sense èxit a l'institut de formació de l'Studio Ghibli. El 1991 s'incorpora a la Toei Animation com a animador, a on va treballar a sèries de renom com Bola de drac Z (1993), Slam Dunk (1994-95) o Sailor Moon (1996). A la segona meitat de la dècada dels anys 90 s'encarrega de diversos storyboards fins que el 1999 dirigeix la primera pel·lícula de la franquícia Digimon Adventure, com també la segona l'any 2000.
L'any 2001, l'Studio Ghibli contacta amb ell per dirigir El castell ambulant i deixa la Toei Animation. Aquest va ser el primer cop que l'estudi encarrega una pel·lícula a algú que no formava part de l'equip, però el 2002 Hosoda abandona el projecte després de no trobar una idea que satisfés als caps de l'Studio Ghibli i Hayao Miyazaki se'n fa càrrec de la direcció.
Després de dirigir amb la col·laboració de l'artista Takashi Murakami el curt Superflat Monogram, que va ser usat com a publicitat de Louis Vuitton, retorna a la Toei a on dirigeix la sisena pel·lícula de One Piece, El baró Omatsuri i l'illa secreta.
L'any 2005 abandona de nou la Toei per fer-se free-lance i s'apropa a l'estudi Madhouse. Allà dirigirà les pel·lícules La noia que saltava a través del temps (2006) i Summer Wars, totes dues amb bones crítiques i guanyadores de diversos premis.
A l'abril de 2011 funda l'Studio Chizu amb el qual dirigeix les pel·lícules Wolf Children (2012) i The Boy and the Beast (2015).
El 24 de setembre de 2012 neix el seu primer fill.

## Treballs com a director

### Per Toei Animation
- Dejimon Adobenchā (Digimon Adventure) - (Pel·lícula, 1999)
- Dejimon Adobenchā (Digimon Adventure) - (Serie TV, Episodi 21)
- Dejimon Adobenchā: Bokura no Wō Gēmu! (Digimon Adventure: Bokura no War Game) - (Pel·lícula, 2000)
- Ojamajō Doremi DOKKAAN! (La màgica Do-re-mi) - (Serie TV, Episodi 40)
- Superflat Monogram - (Curtmetratge, 2003)
- One Piece: Omatsuri Danshaku to Himitsu no Shima (El baró Omatsuri i l'illa secreta) - (Pel·lícula, 2005)

### Per MadHouse
- Toki o Kakeru Shōjo (La noia que saltava a través del temps) - (Pel·lícula, 2006)
- Samā Wōzu (Summer Wars) - (Pel·lícula, 2009)

### Per Studio Chizu
- Ōkami Kodomo no Ame to Yuki (Els nens llop, Ame i Yuki) - (Pel·lícula, 2012)
- Bakemono no ko (El noi i la bèstia) - (Pel·lícula, 2015)
- Mirai no Mirai (Mirai, la meva germana petita) - (Pel·lícula, 2018)
- Ryū to Sobakasu no Hime (Belle) - (Pel·lícula, 2021)

## Premis
- 2 Premis de millor pel·lícula d'animació de l'Acadèmia de Cinema japonesa:
  - 2007 per La noia que saltava a través del temps
  - 2010 per Summer Wars
- 2 Grans premis de l'animació de Mainichi:
  - 2007 per La noia que saltava a través del temps
  - 2010 per Summer Wars
- 2 Premis al millor llargmetratge d'animació del Festival Internacional de Cinema de Catalunya:
  - 2006 per La noia que saltava a través del temps
  - 2009 per Summer Wars